# Lista zawodowych mistrzów świata wagi lekkiej w boksie
Waga lekka jest jedną z 8 klasycznych kategorii boksu zawodowego. Została wprowadzona  w roku 1738 przez Jacka Broughtona dla pięściarzy o wadze poniżej 160 (72,6 kg). W roku 1889 Amateur Boxing Association of England Ltd (ABA) określił jej limit na 140 funtów (63,5 kg) a w 1909 Londyński National Sporting Club na 135 funtów. Obecnie wynosi 61,2 kg (135 funtów).
Pierwszym bezdyskusyjnie uznawanym mistrzem świata był od roku 1896 Amerykanin George „Kid” Lavigne. Powszechną aprobatę cieszył się dominujący przed nim Irlandczyk Jack McAuliffe. Do roku 1971 praktycznie był jeden powszechnie uznawany mistrz świata. Po powstaniu nowych organizacji boksu zawodowego, każda uznaje swoich mistrzów świata i prowadzi własne listy bokserów ubiegających się o tytuł. Poniżej zestawiono mistrzów świata powszechnie uznanych oraz czterech podstawowych organizacji boksu zawodowego:
- World Boxing Association (WBA) powstała w roku 1962 na bazie istniejącej od 1921 roku National Boxing Association (NBA)
- World Boxing Council (WBC) założona w roku 1963
- International Boxing Federation (IBF) założona w 1983
- World Boxing Organization (WBO) założona w roku 1988

| Zdobycie tytułu | Utrata tytułu        | Mistrz                | Mistrz              | Organizacja             | Obrona tytułu |
| --- | -------------------- | --------------------- | ------------------- | ----------------------- | ------------- |
| 29 października 1886 | 9 czerwca 1893       | Jack McAuliffe        | Irlandia            | Uniwersalny             | 8             |
| McAuliffe 29 października 1886 w Bostonie pokonał Billy Fraziera w 21r. przez KO w walce o "tytuł mistrza wagi lekkiej"(Boston Daily Globe). 27 sierpnia 1894 pokonał Younga Griffo i krótko po tym zrezygnował z tytułu.                                                       |                      |                       |                     |                         |               |
| 1 czerwca 1896 | 3 lipca 1899         | Kid Lavigne           | Stany Zjednoczone   | Uniwersalny             | 6             |
| O wakujący po rezygnacji McAuliffe tytuł stoczyli w Londynie walkę Dick Burge i Kid Lavigne. Walka odbyła się zgodnie z regułami markiza Queensberry i była określana jako pierwsza oficjalna walka o tytuł mistrza świata wagi lekkiej. Lavigne wygrał przez TKO w 17r.        |                      |                       |                     |                         |               |
| 3 lipca 1899 | 12 maja 1902         | Frank Erne            | Szwajcaria          | Uniwersalny             | 3             |
| 12 maja 1902 | 4 lipca 1908         | Joe Gans              | Stany Zjednoczone   | Uniwersalny             | 14            |
| 4 lipca 1908 | 22 lutego 1910       | Battling Nelson       | Dania               | Uniwersalny             | 4             |
| 22 lutego 1910 | 28 listopada 1912    | Ad Wolgast            | Stany Zjednoczone   | Uniwersalny             | 6             |
| 28 listopada 1912 | 7 lipca 1914         | Willie Ritchie        | Stany Zjednoczone   | Uniwersalny             | 3             |
| 7 lipca 1914 | 28 maja 1917         | Freddie Welsh         | Wielka Brytania     | Uniwersalny             | 11            |
| 28 maja1917 | 15 stycznia 1925     | Benny Leonard         | Stany Zjednoczone   | Uniwersalny             | 10            |
| Leonard 15 stycznia 1925 ogłosił zakończenie kariery i rezygnację z tytułu. Wrócił po 6 latach i ostatecznie zakończył ją 7 listopada 1932.. |                      |                       |                     |                         |               |
| 13 lipca 1925 | 7 grudnia 1925       | Jimmy Goodrich        | Stany Zjednoczone   | Uniwersalny             | 0             |
| 7 grudnia 1925 | 3 lipca 1926         | Rocky Kansas          | Stany Zjednoczone   | Uniwersalny             | 0             |
| 3 lipca 1926 | 17 lipca 1930        | Sammy Mandell         | Stany Zjednoczone   | Uniwersalny             | 5             |
| 17 lipca 1930 | 14 listopada 1930    | Al Singer             | Stany Zjednoczone   | Uniwersalny             | 0             |
| 14 listopada 1930 | 23 czerwca 1933      | Tony Canzoneri        | Stany Zjednoczone   | Uniwersalny             | 4             |
| 23 czerwca 1933 | 15 kwietnia 1935     | Barney Ross           | Stany Zjednoczone   | Uniwersalny             | 1             |
| Ross zrezygnował z tytułu przechodząc do kategorii półśredniej. |                      |                       |                     |                         |               |
| 10 maja 1935 | 3 września 1936      | Tony Canzoneri        | Stany Zjednoczone   | Uniwersalny             | 1             |
| 3 września 1936 | 17 lipca 1938        | Lou Ambers            | Stany Zjednoczone   | Uniwersalny             | 2             |
| 17 sierpnia 1938 | 22 sierpnia 1939     | Henry Armstrong       | Stany Zjednoczone   | Uniwersalny             | 1             |
| 22 sierpnia 1939 | 10 maja 1940         | Lou Ambers            | Stany Zjednoczone   | Uniwersalny             | 0             |
| 10 maja 1940 | 19 grudnia 1941      | Lew Jenkins           | Stany Zjednoczone   | Uniwersalny             | 1             |
| 19 grudnia 1941 | listopad 1942        | Sammy Angott          | Stany Zjednoczone   | Uniwersalny             | 1             |
| Po rezygnacji Angotta z powodu kontuzji ręki NYSAC i NBA wyznaczyły swoich pretendentów. Według NBA ponownie mistrzem został Angott, który 27 października 1943 pokonał Sluggera White.                                                                                         |                      |                       |                     |                         |               |
| 27 października 1943 | 8 marca 1944         | Sammy Angott          | Stany Zjednoczone   | NBA                     | 0             |
| 8 marca 1944 | 18 kwietnia 1945     | Juan Zurita           | Meksyk              | NBA                     | 0             |
| 18 kwietnia 1945 | 4 sierpnia 1947      | Ike Williams          | Stany Zjednoczone   | NBA                     | 3             |
| 4 sierpnia 1947 | 25 maja 1951         | Ike Williams          | Stany Zjednoczone   | Uniwersalny             | 5             |
| Williams został uniwersalnym mistrzem po pokonaniu Boba Montgomery’ego, mistrza według NYSAC, przez TKO w 6r. |                      |                       |                     |                         |               |
| 25 maja 1951 | 14 maja 1952         | Jimmy Carter          | Stany Zjednoczone   | Uniwersalny             | 2             |
| 14 maja 1952 | 15 października 1952 | Lauro Salas           | Meksyk              | Uniwersalny             | 0             |
| 15 października 1952 | 5 marca 1954         | Jimmy Carter          | Stany Zjednoczone   | Uniwersalny             | 3             |
| 5 marca 1954 | 17 listopada 1954    | Paddy DeMarco         | Stany Zjednoczone   | Uniwersalny             | 0             |
| 17 listopada 1954 | 29 czerwca 1955      | Jimmy Carter          | Stany Zjednoczone   | Uniwersalny             | 0             |
| 29 czerwca 1955 | 24 sierpnia 1956     | Wallace „Bud” Smith   | Stany Zjednoczone   | Uniwersalny             | 1             |
| 24 sierpnia 1956 | 21 kwietnia 1962     | Joe Brown             | Stany Zjednoczone   | Uniwersalny             | 11            |
| 21 kwietnia 1962 | 10 kwietnia 1965     | Carlos Ortiz          | Portoryko           | Uniwersalny             | 4             |
| 10 kwietnia 1965 | 13 listopada 1965    | Ismael Laguna         | Panama              | Uniwersalny             | 0             |
| 13 listopada 1965 | 29 czerwca 1968      | Carlos Ortiz          | Portoryko           | Uniwersalny             | 5             |
| 29 czerwca 1968 | 18 lutego 1969       | Carlos Teo Cruz       | Dominikana          | Uniwersalny             | 1             |
| 18 lutego 1969 | 3 marca 1970         | Mando Ramos           | Stany Zjednoczone   | Uniwersalny             | 1             |
| 3 marca 1970 | 26 września 1970     | Ismael Laguna         | Panama              | Uniwersalny             | 1             |
| 26 września 1970 | 26 czerwca 1972      | Ken Buchanan          | Wielka Brytania     | WBA                     | 2             |
| 12 lutego 1971 | 25 czerwca 1971      | Ken Buchanan          | Wielka Brytania     | Uniwersalny (WBA i WBC) | 0             |
| 5 listopada 1971 | 18 lutego 1972       | Pedro Carrasco        | Hiszpania           | WBC                     | 0             |
| 18 lutego 1972 | 15 września 1972     | Mando Ramos           | Stany Zjednoczone   | WBC                     | 1             |
| 26 czerwca 1972 | 21 stycznia 1978     | Roberto Durán         | Panama              | WBA                     | 12            |
| 15 września 1972 | 10 listopada 1972    | Chango Carmona        | Meksyk              | WBC                     | 0             |
| 10 listopada 1972 | 11 kwietnia 1974     | Rodolfo González      | Meksyk              | WBC                     | 2             |
| 11 kwietnia 1974 | 8 maja 1976          | Guts Ishimatsu        | Japonia             | WBC                     | 5             |
| 8 maja 1976 | 21 stycznia 1978     | Esteban de Jesús      | Portoryko           | WBC                     | 3             |
| 21 stycznia 1978 | styczeń 1979         | Roberto Durán         | Panama              | Uniwersalny (WBA i WBC) | 0             |
| Durán zrezygnował z tytułów WBA i WBC przechodząc do kategorii półśredniej. |                      |                       |                     |                         |               |
| 17 kwietnia 1979 | 20 czerwca 1981      | Jim Watt              | Wielka Brytania     | WBC                     | 4             |
| Wakujący tytuł WBC zdobył Watt pokonując przez TKO w 12. rundzie. Alfredo Pitalkę. |                      |                       |                     |                         |               |
| 16 czerwca 1979 | 2 marca 1980         | Ernesto Espana        | Wenezuela           | WBA                     | 1             |
| Wakujący tytuł WBA zdobył Espana pokonując przez KO w 13. rundzie. Claude Noela. |                      |                       |                     |                         |               |
| 2 marca 1980 | 12 kwietnia 1981     | Hilmer Kenty          | Stany Zjednoczone   | WBA                     | 3             |
| 12 kwietnia 1981 | sierpień 1981        | Sean O’Grady          | Stany Zjednoczone   | WBA                     | 0             |
| O’Grady pozbawiony został tytułu WBA za odmowę walki z Claude Noelem, oficjalnym challangerem. |                      |                       |                     |                         |               |
| 20 czerwca 1981 | 1983                 | Alexis Argüello       | Nikaragua           | WBC                     | 4             |
| Arguello zrezygnował z tytułu WBC. |                      |                       |                     |                         |               |
| 12 września 1981 | 5 grudnia 1981       | Claude Noel           | Trynidad i Tobago   | WBA                     | 0             |
| 5 grudnia 1981 | 8 maja 1982          | Arturo Frias          | Stany Zjednoczone   | WBA                     | 1             |
| 8 maja 1982 | 1 czerwca 1984       | Ray Mancini           | Stany Zjednoczone   | WBA                     | 4             |
| 1 maja 1983 | 3 listopada 1984     | Edwin Rosario         | Portoryko           | WBC                     | 2             |
| 30 stycznia 1984 | 15 kwietnia 1984     | Charlie Brown         | Stany Zjednoczone   | IBF                     | 0             |
| 15 kwietnia 1984 | 6 kwietnia 1985      | Harry Arroyo          | Stany Zjednoczone   | IBF                     | 2             |
| 1 czerwca 1984 | 26 września 1986     | Livingstone Bramble   | Saint Kitts i Nevis | WBA                     | 2             |
| 3 listopada 1984 | 10 sierpnia 1985     | José Luis Ramírez     | Meksyk              | WBC                     | 0             |
| 6 kwietnia 1985 | 5 grudnia 1986       | Jimmy Paul            | Stany Zjednoczone   | IBF                     | 3             |
| 10 sierpnia 1985 | maj 1987             | Héctor Camacho        | Portoryko           | WBC                     | 2             |
| 26 września 1986 | 21 listopada 1987    | Edwin Rosario         | Portoryko           | WBA                     | 1             |
| 5 grudnia 1986 | 7 czerwca 1987       | Greg Haugen           | Stany Zjednoczone   | IBF                     | 0             |
| 7 czerwca 1987 | 6 lutego 1988        | Vinny Pazienza        | Stany Zjednoczone   | IBF                     | 0             |
| 19 lipca 1987 | 29 października 1988 | José Luis Ramírez     | Meksyk              | WBC                     | 2             |
| 21 listopada 1987 | 29 października 1988 | Julio César Chávez    | Meksyk              | WBA                     | 2             |
| 6 lutego 1988 | 18 lutego 1989       | Greg Haugen           | Stany Zjednoczone   | IBF                     | 2             |
| 29 października 1988 | maj 1989             | Julio César Chávez    | Meksyk              | WBA & WBC               | 0             |
| Chavez po pokonaniu Jose Luisa Ramireza stał się posiadaczem tytułów WBA i WBC. Zrezygnował z nich zostając mistrzem WBC w wadze junior półśredniej. |                      |                       |                     |                         |               |
| 18 lutego 1989 | 20 sierpnia 1989     | Pernell Whitaker      | Stany Zjednoczone   | IBF                     | 2             |
| 6 maja 1989 | 22 września 1990     | Mauricio Aceves       | Meksyk              | WBO                     | 1             |
| 9 lipca 1989 | 4 kwietnia 1990      | Edwin Rosario         | Portoryko           | WBA                     | 0             |
| 20 sierpnia 1989 | 11 sierpnia 1990     | Pernell Whitaker      | Stany Zjednoczone   | WBC & IBF               | 3             |
| 4 kwietnia 1990 | 11 sierpnia 1990     | Juan Nazario          | Portoryko           | WBA                     | 0             |
| 11 sierpnia 1990 | 1992                 | Pernell Whitaker      | Stany Zjednoczone   | WBA, WBC & IBF          | 3             |
| Whitaker azrezygnował z tytułów w wadze lekkiej zostając 18 lipca 1992 mistrzem IBF w junior półśredniej. |                      |                       |                     |                         |               |
| 22 września 1990 | 14 września 1991     | Dingaan Thobela       | Południowa Afryka   | WBO                     | 2             |
| Thobela zrezygnował z tytułu WBO wybierając konfrontację z Tony Lopezem o tytuł mistrza WBA. |                      |                       |                     |                         |               |
| 13 czerwca 1992 | 24 października 1992 | Joey Gamache          | Stany Zjednoczone   | WBA                     | 0             |
| 24 sierpnia 1992 | 1996                 | Miguel Ángel González | Meksyk              | WBC                     | 10            |
| Gonzalez zrezygnował z tytułu WBC debiutując w 1996 w kategorii junior półśrednia. |                      |                       |                     |                         |               |
| 25 września 1992 | 1994                 | Giovanni Parisi       | Włochy              | WBO                     | 2             |
| Parisi zrezygnował z tytułu WBO przechodząc do kategorii junior półśredniej. |                      |                       |                     |                         |               |
| 24 października 1992 | 26 czerwca 1993      | Tony Lopez            | Stany Zjednoczone   | WBA                     | 1             |
| 10 stycznia 1993 | 19 lutego 1994       | Freddie Pendleton     | Stany Zjednoczone   | IBF                     | 1             |
| 26 czerwca 1993 | 30 października 1993 | Dingaan Thobela       | Południowa Afryka   | WBA                     | 0             |
| 30 października 1993 | 16 maja 1998         | Orzubek Nazarov       | Kirgistan           | WBA                     | 6             |
| 19 lutego 1994 | 6 maja 1995          | Rafael Ruelas         | Stany Zjednoczone   | IBF                     | 2             |
| 29 lipca 1994 | 6 maja 1995          | Óscar de la Hoya      | Stany Zjednoczone   | WBO                     | 4             |
| 6 maja 1995 | lipiec 1995          | Óscar de la Hoya      | Stany Zjednoczone   | WBO & IBF               | 0             |
| De la Hoya zrezygnował z tytułu IBF wybierając obronę tytułu z pretendentem wyznaczonym przez WBO. |                      |                       |                     |                         |               |
| lipiec 1995 | 1996                 | Óscar de la Hoya      | Stany Zjednoczone   | WBO                     | 2             |
| De la Hoya zrezygnował z tytułu WBO po pokonaniu 7 czerwca 1996 Julio Césara Cháveza w walce o tytuł mistrza WBC kategorii junior półśredniej. |                      |                       |                     |                         |               |
| 19 sierpnia 1995 | 2 sierpnia 1997      | Philip Holiday        | Południowa Afryka   | IBF                     | 6             |
| 13 kwietnia 1996 | 3 stycznia 2004      | Artur Grigorian       | Uzbekistan          | WBO                     | 17            |
| 20 kwietnia 1996 | 1 marca 1997         | Jean-Baptiste Mendy   | Francja             | WBC                     | 0             |
| 1 marca 1997 | 13 czerwca 1998      | Stevie Johnston       | Stany Zjednoczone   | WBC                     | 3             |
| 2 sierpnia 1997 | kwiecień 1999        | Shane Mosley          | Stany Zjednoczone   | IBF                     | 8             |
| Mosley zrezygnował z tytułu IBF przechodząc do wagi półśredniej. |                      |                       |                     |                         |               |
| 16 maja 1998 | 10 kwietnia 1999     | Jean-Baptiste Mendy   | Francja             | WBA                     | 1             |
| 13 czerwca 1998 | 27 lutego 1999       | Cesar Bazan           | Meksyk              | WBC                     | 2             |
| 27 lutego 1999 | 17 czerwca 2000      | Stevie Johnston       | Stany Zjednoczone   | WBC                     | 4             |
| 10 kwietnia 1999 | 7 sierpnia 1999      | Julien Lorcy          | Francja             | WBA                     | 0             |
| 7 sierpnia 1999 | 13 listopada 1999    | Stefano Zoff          | Włochy              | WBA                     | 0             |
| 20 sierpnia 1999 | 22 listopada 2003    | Paul Spadafora        | Stany Zjednoczone   | IBF                     | 8             |
| 13 listopada 1999 | 11 czerwca 2000      | Gilberto Serrano      | Wenezuela           | WBA                     | 1             |
| 11 czerwca 2000 | 1 lipca 2001         | Takanori Hatakeyama   | Japonia             | WBA                     | 2             |
| 17 czerwca 2000 | 20 kwietnia 2002     | José Luis Castillo    | Meksyk              | WBC                     | 3             |
| 1 lipca 2001 | 8 października 2001  | Julien Lorcy          | Francja             | WBA                     | 0             |
| 8 października 2001 | 5 stycznia 2002      | Raúl Horacio Balbi    | Argentyna           | WBA                     | 0             |
| 5 stycznia 2002 | 24 października 2003 | Leonard Doroftei      | Rumunia             | WBA                     | 2             |
| Dorin stracił tytuł WBA nie mogąc utrzymać limitu wagi lekkiej. |                      |                       |                     |                         |               |
| 20 kwietnia 2002 | 2004                 | Floyd Mayweather Jr.  | Stany Zjednoczone   | WBC                     | 3             |
| Mayweather zrezygnował z tytułu WBC przechodząc do kategorii junior półśredniej. |                      |                       |                     |                         |               |
| 22 listopada 2003 | 13 maja 2004         | Javier Jauregui       | Meksyk              | IBF                     | 0             |
| 3 stycznia 2004 | 7 sierpnia 2004      | Acelino Freitas       | Brazylia            | WBO                     | 0             |
| 10 kwietnia 2004 | 17 lipca 2004        | Lakva Sim             | Mongolia            | WBA                     | 0             |
| 13 maja 2004 | 1 marca 2005         | Julio Díaz            | Meksyk              | IBF                     | 0             |
| Julio Díaz zrezygnował z tytułu IBF stając 5 marca 2005 do walki o mistrzostwo WBC z José Luisem Castillo, którą przegrał przez TKO w 10. rundzie. |                      |                       |                     |                         |               |
| 5 czerwca 2004 | 7 maja 2005          | José Luis Castillo    | Meksyk              | WBC                     | 2             |
| 17 lipca 2004 | 28 kwietnia 2007     | Juan Díaz             | Stany Zjednoczone   | WBA                     | 6             |
| 7 sierpnia 2004 | 7 maja 2005          | Diego Corrales        | Stany Zjednoczone   | WBO                     | 1             |
| 7 maja 2005 | 2005                 | Diego Corrales        | Stany Zjednoczone   | WBC & WBO               | 0             |
| Corrales został pozbawiony tytułu WBO. |                      |                       |                     |                         |               |
| 2005 | 6 października 2006  | Diego Corrales        | Stany Zjednoczone   | WBC                     | 0             |
| Corrales stracił tytuł WBC nie mogąc utrzymać limitu kategorii lekkiej. |                      |                       |                     |                         |               |
| 17 czerwca 2005 | 17 listopada 2005    | Leavander Johnson     | Stany Zjednoczone   | IBF                     | 0             |
| 17 listopada 2005 | 3 lutego 2007        | Jesús Chávez          | Meksyk              | IBF                     | 0             |
| 29 kwietnia 2006 | 28 kwietnia 2007     | Acelino Freitas       | Brazylia            | WBO                     | 0             |
| Freitas zdobył wakujący tytułu WBO wygrywając z Zahirem Raheemem. |                      |                       |                     |                         |               |
| 7 października 2006 | 20 lutego 2007       | Joel Casamayor        | Kuba                | WBC                     | 0             |
| Casamayor zdobył tytuł WBC pokonując Diego Corralesa, który mając problemy z wagą w przeddzień walki został pozbawiony tytułu. |                      |                       |                     |                         |               |
| 3 lutego 2007 | 13 października 2007 | Julio Díaz            | Meksyk              | IBF                     | 0             |
| 20 lutego 2007 | 28 czerwca 2008      | David Díaz            | Stany Zjednoczone   | WBC                     | 0             |
| 28 kwietnia 2007 | 13 października 2007 | Juan Díaz             | Stany Zjednoczone   | WBA Super i WBO         | 1             |
| 13 października 2007 | 8 marca 2008         | Juan Díaz             | Stany Zjednoczone   | WBA Super, WBO i IBF    | 0             |
| 29 grudnia 2007 | 19 maja 2008         | José Alfaro           | Nikaragua           | WBA                     | 0             |
| 8 marca 2008 | 10 stycznia 2009     | Nate Campbell         | Stany Zjednoczone   | WBA Super, WBO i IBF    | 0             |
| 19 maja 2008 | 3 stycznia 2009      | Yūsuke Kobori         | Japonia             | WBA                     | 0             |
| 28 czerwca 2008 | 2009                 | Manny Pacquiao        | Filipiny            | WBC                     | 0             |
| Pacquiao zrzekł się tytułu WBC i przeniósł do kategorii junior półśredniej. |                      |                       |                     |                         |               |
| 3 stycznia 2009 | 29 maja 2010         | Paulus Moses          | Namibia             | WBA                     | 1             |
| 10 stycznia 2009 | 13 lutego 2009       | Nate Campbell         | Stany Zjednoczone   | WBO i IBF               | 0             |
| Campbell zrzekł się tytułu WBA Super 10 stycznia 2009. 13 lutego 2009 stracił tytuły IBF i WBO nie mogąc dotrzymać wagi w pojedynku z pretendentem Ali Funeką. Pojedynek 14 lutego 2009 wygrał.                                                                                 |                      |                       |                     |                         |               |
| 28 lutego 2009 | styczeń 2012         | Juan Manuel Márquez   | Meksyk              | WBA Super i WBO         | 2             |
| Márquez zdobył wakujące tytuły WBA Super i WBO zwyciężając Juana Díaza. Został pozbawiony 5 stycznia 2012 tytułu WBA Super za brak jego obrony z oficjalnym pretendetem przez 18 miesięcy a następnie zrezygnował z tytułu WBO przechodząc do wagi półśredniej.                 |                      |                       |                     |                         |               |
| 4 kwietnia 2009 | luty 2010            | Edwin Valero          | Wenezuela           | WBC                     | 2             |
| Valero zawiesił tytuł w lutym 2010. Zmarł tragicznie 19 kwietnia 2010. |                      |                       |                     |                         |               |
| 13 marca 2010 | lipiec 2011          | Humberto Soto         | Meksyk              | WBC                     | 4             |
| Soto ogłosił rezygnację z tytułu WBC i przejście do wyższej kategorii. |                      |                       |                     |                         |               |
| 29 maja 2010 | 26 lutego 2011       | Miguel Acosta         | Wenezuela           | WBA                     | 0             |
| 14 sierpnia 2010 | 13 września 2014     | Miguel Vázquez        | Meksyk              | IBF                     | 6             |
| 26 lutego 2011 | 2 grudnia 2011       | Brandon Ríos          | Stany Zjednoczone   | WBA                     | 1             |
| Rios pozbawiony został tytułu nie mogąc dotrzymać limitu wagowego przed walką z Johnem Murrayem. 3 grudnia 2011 wygrał przez TKO w 11r. |                      |                       |                     |                         |               |
| 15 października 2011 | 17 listopada 2012    | Antonio DeMarco       | Meksyk              | WBC                     | 2             |
| DeMarco zdobył wakujący tytuł po zwycięstwie nad Jorge Linaresem. |                      |                       |                     |                         |               |
| styczeń 2012 | 1 marca 2014         | Ricky Burns           | Wielka Brytania     | WBO                     | 4             |
| Burns 5 listopada 2011 po zwycięstwie nad Michaelem Katsidisem został mistrzem tymczasowym a po przejściu Juana Manuela Márqueza do kategorii półśredniej awansowany został na mistrza pełnoprawnego.                                                                           |                      |                       |                     |                         |               |
| 17 listopada 2012 | 29 stycznia 2014     | Adrien Broner         | Stany Zjednoczone   | WBC                     | 1             |
| luty 2013 | 9 kwietnia 2015      | Richard Abril         | Kuba                | WBA                     | 2             |
| Abril 22 października 2011 po zwycięstwie nad Miguelem Acostą (Wenezuela) został mistrzem tymczasowym, a po pozbawieniu tytułu Brandona Ríosa awansowany został na mistrza pełnoprawnego. W kwietniu 2015 został pozbawiony tytułu mistrzowskiego za brak walki w jego obronie. |                      |                       |                     |                         |               |
| 27 stycznia 2014 | 10 listopada 2014    | Omar Figueroa         | Stany Zjednoczone   | WBC                     | 2             |
| Figueora po odejściu Bronera do wyższej kategorii został z tymczasowego mistrza, mistrzem pełnoprawnym. 10 listopada 2014 został pozbawiony tytułu. |                      |                       |                     |                         |               |
| 1 marca 2014 | luty 2015            | Terence Crawford      | Stany Zjednoczone   | WBO                     | 2             |
| Crawford zrezygnował z tytułu w lutym 2015 i ogłosił przejście do wyższej kategorii. |                      |                       |                     |                         |               |
| 13 września 2014 | 26 czerwca 2015      | Mickey Bey            | Stany Zjednoczone   | IBF                     | 0             |
| Bey zrezygnował z tytułu w czerwcu 2015. |                      |                       |                     |                         |               |
| 30 grudnia 2014 | Nadal                | Jorge Linares         | Wenezuela           | WBC                     | 1             |
| 9 kwietnia 2015 | Nadal                | Darleys Pérez         | Kolumbia            | WBA                     | 1             |
| Pérez 28 czerwca 2014 po zwycięstwie nad Argenisem Lópezem (Dominikana) został mistrzem tymczasowym, a po pozbawieniu tytułu Richarda Abrila awansowany został na mistrza pełnoprawnego.                                                                                        |                      |                       |                     |                         |               |
| 11 lipca 2015 | Nadal                | Terry Flanagan        | Wielka Brytania     | WBO                     | 0             |
| Flanagan zdobył wakujący tytuł mistrza świata WBO po wygranej z Jose Zepedą. |                      |                       |                     |                         |               |